# طراد كاليبسو

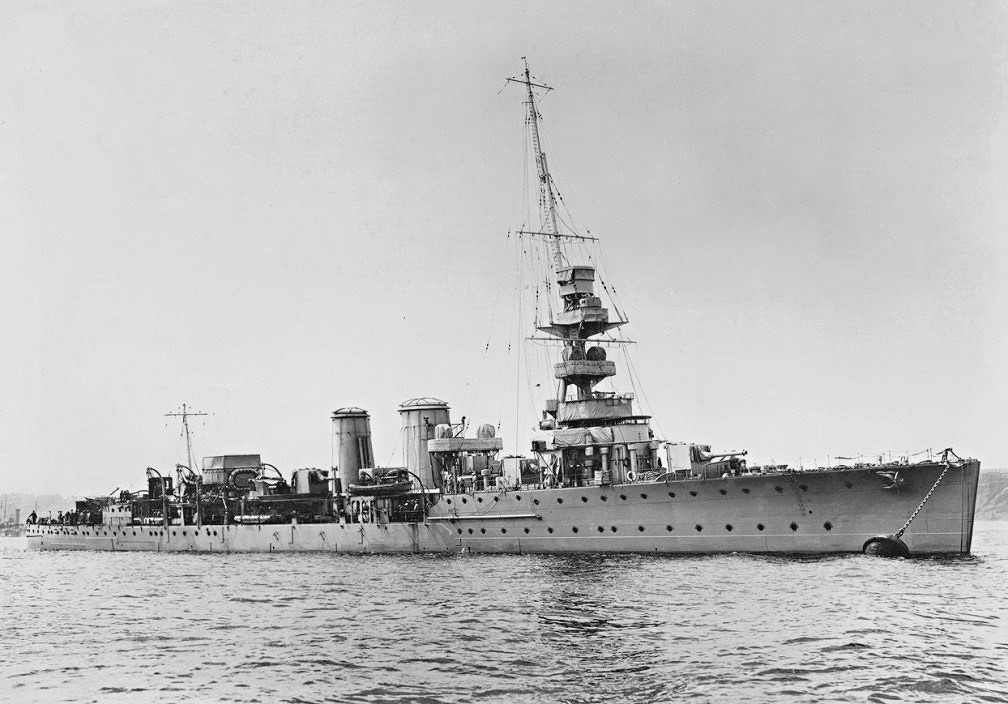
كاليبسو الطراد البريطاني

إتش إم أس كاليبسو (دي61) طراد فئة C من فئة كاليدون الفرعية في البحرية الملكية البريطانية. ابحرت منذ عام 1917، وغرقت في عام 1940 من قبل الغواصة الإيطالية ألبينو اتيليو باجنوليني. وشاركت كاليبسو في معركة هليجولاند بايت الثانية في يوم 17 نوفمبر عام 1917، عندما كانت هي وشقيقتها السفينة كاليدون جزء من القوة التي اعترضت كاسحات الألغام الألمانية بالقرب من الساحل الألماني. خلال المعركة، تم ضرب ساري كاليبسو بقذيفة 5.9 (150 ملم) التي قتلت طاقم الطراد من بينهم القبطان، وتسبب في اشتعال الطوربيد.